# بني الغوث
بني صوفة ويعرفون أيضاً ببني الغوث قبيلة عربية قديمة من قبائل مكة، وهي من القبائل الخندفية المضرية العدنانية وكان فيهم الإفاضة بالناس في الحج قبل الإسلام في العصر الجاهلي وفيهم أيضاً الإجازة من منى وذلك أن الناس كانت في الجاهلية لا ترمي الجمار حتى يرمي رجلٍ من بني الغوث هؤلاء. ، 
ومنهم الصحابي شرحبيل بن حسنة الغوثي، قال ابن عبد ربه في العقد الفريد: «بنو الغوث بن مر بن أدّ بن طابخة، و فيهم كانت الإجازة في الجاهلية: هم كانوا يدفعون بالناس من عرفات، ثم انتقلت الإجازة في بني عطارد بن عوف بن كعب بن سعد بن زيد مناة بن تميم، فمن الغوث بن مر هؤلاء شرحبيل بن عبد العزى الذي يقال له شرحبيل بن حسنة».

## النسب
هم بنو الغوث بن مر بن أد بن عمرو بن إلياس بن مضر بن نزار بن معد بن عدنان وأقرب القبائل لهم نسباً هم قبائل بني تميم وقبائل الرباب.

## الإفاضة في الحج
قال ابن هشام: وَكَانَ الْغَوْثُ بْنُ مُرَّ بْنِ أَدِّ بْنِ طَابِخَةَ بْنِ إلْيَاسَ بْنِ مُضَرَ يَلِي الْإِجَازَةَ لِلنَّاسِ بِالْحَجِّ مِنْ عَرَفَةَ، وَوَلَدُهُ مِنْ بَعْدِهِ، وَكَانَ يُقَالُ لَهُ ولِوَلَدِهِ صُوفَةُ، وَإِنَّمَا وَلِيَ ذَلِكَ الْغَوْثُ بْنُ مُرَّ، لِأَنَّ أُمَّهُ كَانَتْ امْرَأَةً مِنْ جُرْهُمٍ، وَكَانَتْ لَا تَلِدُ، فَنَذَرَتْ للَّه إنْ هِيَ وَلَدَتْ رَجُلًا أَنْ تَصَّدَّقَ بِهِ عَلَى الْكَعْبَةِ عَبْدًا لَهَا يَخْدُمُهَا، وَيَقُومُ عَلَيْهَا. فَوَلَدَتْ الْغَوْثَ، فَكَانَ يَقُومُ عَلَى الْكَعْبَةِ فِي الدَّهْرِ الْأَوَّلِ مَعَ أَخْوَالِهِ مِنْ جُرْهُمٍ، فَوَلِيَ الْإِجَازَةَ بِالنَّاسِ مِنْ عَرَفَةَ، لِمَكَانِهِ الَّذِي كَانَ بِهِ مِنْ الْكَعْبَةِ، وَوَلَدُهُ مِنْ بَعْدِهِ، وكان الغوث بن مر يدفع بالناس ويقول:

## بنو الغوث ورمي الجمار
قال ابن إسحاق: كَانَتْ صُوفَةُ تَدْفَعُ بِالنَّاسِ مِنْ عَرَفَةَ، وَتُجِيزُ بِهِمْ إذَا نَفَرُوا مِنْ مِنًى، فَإِذَا كَانَ يَوْمُ النَّفْرِ أَتَوْا لِرَمْيِ الْجِمَارِ، وَرَجُلٌ مِنْ صُوفَةَ يَرْمِي لِلنَّاسِ، لَا يَرْمُونَ حَتَّى يَرْمِي، فَكَانَ ذَوُو الْحَاجَاتِ الْمُتَعَجِّلُونَ يَأْتُونَهُ، فَيَقُولُونَ لَهُ: قُمْ فَارْمِ حَتَّى نَرْمِيَ مَعَكَ، فَيَقُولُ: لَا وَاَللَّهِ، حَتَّى تَمِيلَ الشَّمْسُ. فَيَظَلُّ ذَوُو الْحَاجَاتِ الَّذِينَ يُحِبُّونَ التَّعَجُّلَ يَرْمُونَهُ بِالْحِجَارَةِ، وَيَسْتَعْجِلُونَهُ بِذَلِكَ، وَيَقُولُونَ لَهُ: وَيْلَكَ! قُمْ فَارْمِ، فَيَأْبَى عَلَيْهِمْ. حَتَّى إذَا مَالَتْ الشَّمْسُ قَامَ فَرَمَى وَرَمَى النَّاسُ مَعَهُ.